# Újlaki Rezső
Újlaki Rezső, született: Uitz (Tatabánya, 1892. január 13. – Lugos, 1927. január 5.) magyar diszkoszvető, olimpikon.

## Életpályája
1909-ben kezdett versenyezni a Temesvári AC színeiben. 1910-ben temesvári kerületi bajnok lett. Részt vett az 1912-es olimpián, ahol diszkoszvetésben kilencedik, kétkezes diszkoszvetésben 14. lett. Az olimpia alatt térdízületi gyulladás hátráltatta a versenyzésben. 1913-ban magyar bajnokságot nyert. 1916-ban az MTK versenyzője lett. Többször ért el magyar csúcsot.
Az első világháborúban a keleti fronton szolgált. A harcok során fejlövés érte. 1921-ben és 1922-ben román bajnok volt gerelyhajításban és diszkoszvetésben. Később a lugosi elmegyógyintézetbe került. Itt érte a halál 1927-ben.